# Éditions Bonneton
Pour les articles homonymes, voir Bonneton.
Les Éditions Bonneton, parfois Éditions Christine Bonneton, est une maison d'édition spécialisée dans des ouvrages de découverte de la France et de ses particularités locales fondée en 1977. Elle édite également des cahiers de cuisine régionaux et thématiques.
Elles font partie du groupe Losange.

## Quelques titres
- Paris teatime, 125 salons de thé pour tous les goûts de Sophie Marguerite
- Paris 300 lieux pour les curieux, Formery et Jonglez
- Paris mortel, les tombes racontent l'Histoire, Hélène Hatte et Valérie Rialland-Addach
- Mes recettes créoles de Béatrice Magon
- Mes gratins, tians et crumbles maison d'Anne Prével et Nicole Vielfaure
- Mes menus pour recevoir au fil des mois de Véronique Corpet-Roudier
- Cantal, 100 lieux pour les curieux de Monique Lafarge et Christian Juge
- Béarn, 100 lieux pour les curieux, Claudine Hourcadette et Caroline Barrow-Hourcadette
- Haute-Savoie, 100 lieux pour les curieux, Samuel Maïon-Fontana
- Vosges, 100 lieux pour les curieux, Claude Vautrin et Anne-Laure Marioton
- Vendée, 100 lieux pour les curieux, Christine Chamard
- Morbihan, 100 lieux pour les curieux, Véronique Le Bagousse
- Paris de pont en pont, le long de la Seine et du canal Saint-Martin, Serge Montens, Claudine Hourcadette
- Les Couleurs de notre temps, Michel Pastoureau
- Seine-Maritime, 100 lieux pour les curieux co-écrit Sophie Guillaume-Petit et Dominique Camus
- Calvados, 100 lieux pour les curieux, Sophie Guillaume-Petit et photos de Nicolas Rougeulle.